# Federazione di baseball e softball dell'Austria
La Federazione austriaca di baseball e softball (deu. Österreichischer Baseball- und Softball-Verband) è un'organizzazione fondata nel 1983 per governare la pratica del baseball e del softball in Austria.
Organizza il campionato maschile e di softball femminile, e pone sotto la propria egida la nazionale maschile e di softball femminile.